# مرغ‌های باران تیره
مرغ‌های باران تیره (نام علمی: Pseudobulweria) نام یک سرده از تیره کبوتردریاییان است.

## گونه‌ها
- مرغ باران فیجی،  Pseudobulweria macgillivrayi
- مرغ باران تاهیتی،  Pseudobulweria rostrata
- مرغ باران بک،  Pseudobulweria becki
- مرغ باران ماسکارن،  Pseudobulweria aterrima
- مرغ باران سنت هلنا،  Pseudobulweria rupinarum – انقراض